# Vilém VII. z Jülichu
Vilém VII. z Jülichu (1348? - 25. června 1408) byl hrabě z Bergu a Ravensbergu a od roku 1380 vévoda z Bergu.

## Život
Narodil se jako jediný syn a dědic Gerharda VI. z Jülichu a Markéty, dcery Oty IV. z Ravensbergu. 28. září 1363 se Vilém oženil s Annou, dcerou Ruprechta II. Falckého. Po otcově nečekané smrti na turnaji v roce 1360 se stal Vilém hrabětem z Bergu a Ravensbergu. V roce 1380 ho římský král Václav povýšil do hodnosti vévody, čímž se stal prvním vévodou z Bergu.
Vilém bojoval proti hrabstvím Mark a Klévsku, aby zabránil jejich spojení, ale v roce 1397 byl zajat v bitvě u Kleverhammu. Ztratil Remagen, Kaiserwerth a Sinzig, které získal jeho synovec Adolf I. Klévský a kvůli těmto ztrátám se jeho synové obrátili proti němu a v roce 1403/4 jej uvěznili. Nakonec je přinutil, aby ustoupili a později podpořil svého švagra, krále Ruprechta Falckého proti Guelders-Jülichu a získal hrabství Blankenburg. Vilém zemřel 25. června 1408 a byl pohřben v klášterním kostele v Altenbergu. Společně s manželkou jsou zobrazeni na vitrážích v Altenbergu.